# Русская белая коза
Русская белая коза — в основном короткошерстная порода молочных коз белого окраса, бывшая распространенной на европейской части России повсеместно, на сегодняшний день численность коз этой породы сокращается, предпринимаются попытки сохранить породу.

## Общие сведения
Порода Русских Белых коз была сформирована как порода многовековым народным отбором лучших аборигенных особей Северо-Западных и Центральных районов России. Русская белая порода коз неприхотлива в содержании, вынослива и приспособлена к российским климатическим условиям, а потому она была самая многочисленная в России. Основными зонами разведения русской белой породы коз являлись территории центральных и северо-западных регионов России.

## Конституция и экстерьер

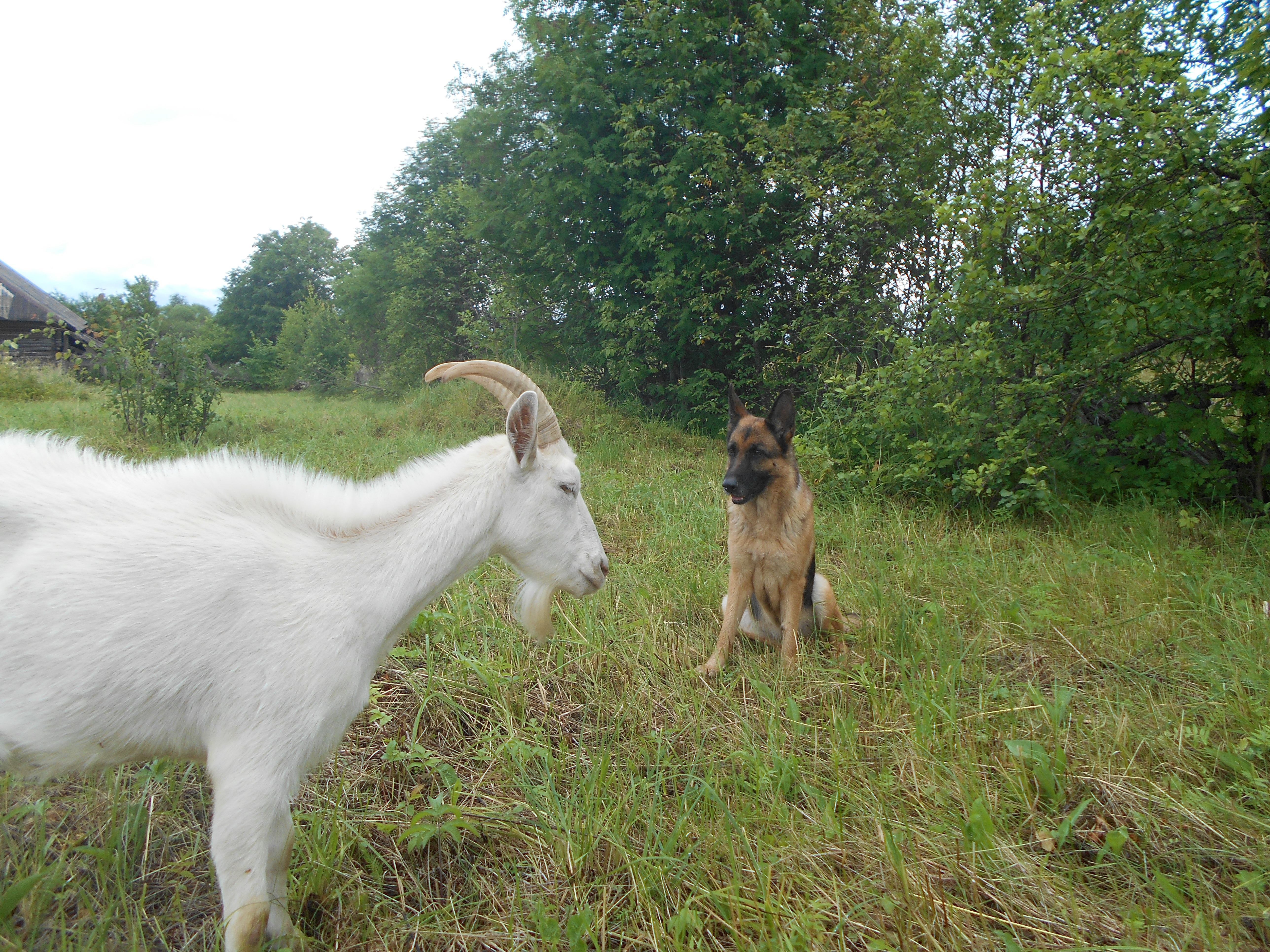
Коза на выпасе

Русские белые козы отличаются крепкой конституцией, правильными формами телосложения, характерными для коз молочного направления. Главное отличие русской породы от зарубежных аналогов – наличие пуха под густой шерстью. Такая особенность связана со способностью породы выживать в суровых условиях. Козы рогатые. Масть преимущественно белая. Козы крупные, хорошо развитые, живая масса козоматок 40—50 кг, козлов 55—70 кг.

## Продуктивность
Удой молока за 7—8 месяцев лактации составляет 350—550 кг (до 800) при жирности 4,5—5,0 %. Плодовитость маток 190—220 %. Мясная продуктивность удовлетворительная. Козлины идут на выработку сафьяна и шевро высокого качества.

## Районы распространения
Разводят коз русской породы в приусадебных хозяйствах северо-западных и центральных районов РФ, особенно в Ярославской, Московской, Ивановской и Ленинградской областях.